# Amelia (Washington)
Amelia az Amerikai Egyesült Államok északnyugati részén, Washington állam Mason megyéjében elhelyezkedő kísértetváros.
A település névadója Amelia Edmonds, az 1895 és 1901 között működő postahivatal vezetője.

## Fordítás
- Ez a szócikk részben vagy egészben  az   Amelia, Washington című angol Wikipédia-szócikk ezen változatának fordításán alapul.  Az eredeti cikk szerkesztőit annak laptörténete sorolja fel. Ez a jelzés csupán a megfogalmazás eredetét és a szerzői jogokat jelzi, nem szolgál a cikkben szereplő információk forrásmegjelöléseként.